# Schwemmstein
Schwemmstein (även Rheinischer Schwemmstein eller mera vardagligt Bimsstein) är ett byggmaterial i form av mursten som tillverkats av en blandning av 90 procent grovkornig pimpsten och 10 procent kalk, som efter tillverkningen långsamt får lufttorka i minst sex månader. Materialet liknar dagens lättbetong. Den är inte särskilt tålig, men skyddar bra mot kyla och användes på grund av sin låga vikt främst för murverk och innerväggar, men även för lätta valvkonstruktioner. Pimpsten levererades tidigare också i lösvikt och kunde platsgjutas i formar för framställning av mursten. Ofta användes också slaggsten.